# Sabela
Sabela Ramil Rivera, conosciuta semplicemente come Sabela (Santiago de Bravos, 1º ottobre 1993), è una cantante spagnola.

## Biografia
Nata in un piccolo borgo galiziano, Sabela è salita alla ribalta nel 2018, con la sua partecipazione al talent show spagnolo Operación Triunfo, dove ha raggiunto la finale arrivando quinta. La compilation contenente le sue cover eseguite durante il programma ha raggiunto la 9ª posizione nella classifica settimanale degli album più venduti in Spagna.
In seguito al suo successo a Operación Triunfo, la cantante ha ottenuto un contratto discografico con la Universal Music Spain, sotto la quale ha pubblicato il suo primo album d'inediti Despedida nel successivo dicembre. Il disco ha debuttato all'11º posto nella classifica degli album.

## Discografia

### Album in studio
- 2019 – Despedida

### Raccolte
- 2019 – Sus canciones

### Singoli
- 2019 – Despedida
- 2019 – El paso